# NGC 4699
NGC 4699 é uma galáxia espiral barrada (SBb) localizada na direcção da constelação de Virgo. Possui uma declinação de -08° 39' 50" e uma ascensão recta de 12 horas, 49 minutos e 02,2 segundos.
A galáxia NGC 4699 foi descoberta em 3 de Março de 1786 por William Herschel.